# Altiplano (Antarktika)
Der Altiplano ist eine kleine, 550 m hoch gelegene Hochebene im ostantarktischen Viktorialand. Sie liegt in den Denton Hills zwischen dem Gebirgskamm Findlay Ridge und dem Miers Valley.
Teilnehmer der New Zealand Geological Survey Antarctic Expedition (1977–1978) benannten die Hochebene nach ihrem bekannteren Gegenstück, dem Altiplano in den südamerikanischen Anden.